# ليرينا
بلدية يرنة (بالإسبانية: Llerena)‏ (نقحرة: لليرينا) هي إحدى بلديات مقاطعة بطليوس، التي تقع في منطقة إكستريمادورا، والتي تقع في غرب إسبانيا.
يبلغ عدد سكانها 5.549 نسمة وفقاً لإحصائية سنة (2002).

## أعلام
- كارلوس مارتينيز فرنانديز
- ألفارو مارتين
- خوسيه دي إيرموسييا